# Kelvin Crests
Die Kelvin Crests sind eine 8 km lange Reihe steilwandiger Anhöhen und vereister Kliffs an der Fallières-Küste des Grahamlands auf der Antarktischen Halbinsel. Sie ragen an der Nordflanke des Airy-Gletschers nahe dessen Einmündung in den Forster-Piedmont-Gletscher auf.
Teilnehmer der British Graham Land Expedition (1934–1937) unter der Leitung des australischen Polarforschers John Rymill kartierten sie zwischen 1936 und 1937 grob. Luftaufnahmen entstanden im November 1947 bei der US-amerikanischen Ronne Antarctic Research Expedition (1947–1948). Der Falkland Islands Dependencies Survey nahm im Dezember 1958 eine Vermessung des südwestlichen Teils vor. Der United States Geological Survey kartierte sie 1974 in Gänze. Das UK Antarctic Place-Names Committee benannte sie 1962 nach dem britischen Physiker William Thomson, 1. Baron Kelvin (1824–1907), der die Funktion des Magnetkompass’ zwischen 1873 und 1878 entscheidend verbessert hatte und 1878 eine Lotmaschine entwickelt hatte.